# Uxeau
Uxeau település Franciaországban, Saône-et-Loire megyében. Lakosainak száma 497 fő (2022. január 1.). Uxeau Issy-l’Évêque, La Chapelle-au-Mans, Sainte-Radegonde, Toulon-sur-Arroux és Vendenesse-sur-Arroux községekkel határos.

## Népesség
A település népessége az elmúlt években az alábbi módon változott:
| Lakosok száma | 545  | 532  | 540  | 519  | 518  | 520  | 519  | 508  | 497  |
|               | 2013 | 2015 | 2016 | 2017 | 2018 | 2019 | 2020 | 2021 | 2022 |